# Lockington in Kilnwick
Lockington in Kilnwick var en civil parish från 1866 till 1894 då den blev en del av Lockington, i grevskapet East Riding of Yorkshire, i England. Civil parish var belägen 9 km från Beverley och hade 0 invånare år 1891.